# 物華集團
物華集團有限公司，簡稱物華集團（英語：Ocean-Land Group Limited，港交所除牌時0217.HK），是在1997年12月29日，由海南發展有限公司更名而來，當時業務經營房地產開發等。
2000年10月9日，在更名中國物流集團有限公司之前，由於當時業務出現嚴重虧損、加上同行業競爭白熱化，故此已出售給第三者，原有業務已正式終止。同時在2003年7月9日，更名為中國誠通發展集團有限公司至今。

## 連結
- HK217.com